# El Llano (station)
El Llano är en tunnelbanestation i tunnelbanesystemet Metro de Santiago i Santiago i Chile. Nästföljande station i riktning mot Vespucio Norte är Franklin och i riktning mot La Cisterna är San Miguel.